# Sustancias perfluoroalquiladas
Las sustancias perfluoroalquiladas (PFAS) son cadenas de carbonos perfluoradas químicamente sintetizadas, de carácter anfifílico, ya que la cadena alquílica es hidrófoba junto con un grupo final hidrofílico. Es debido a esta propiedad lo que les confiere una elevada estabilidad química y térmica, y una elevada actividad superficial.

Sulfonato de perfluorooctano.

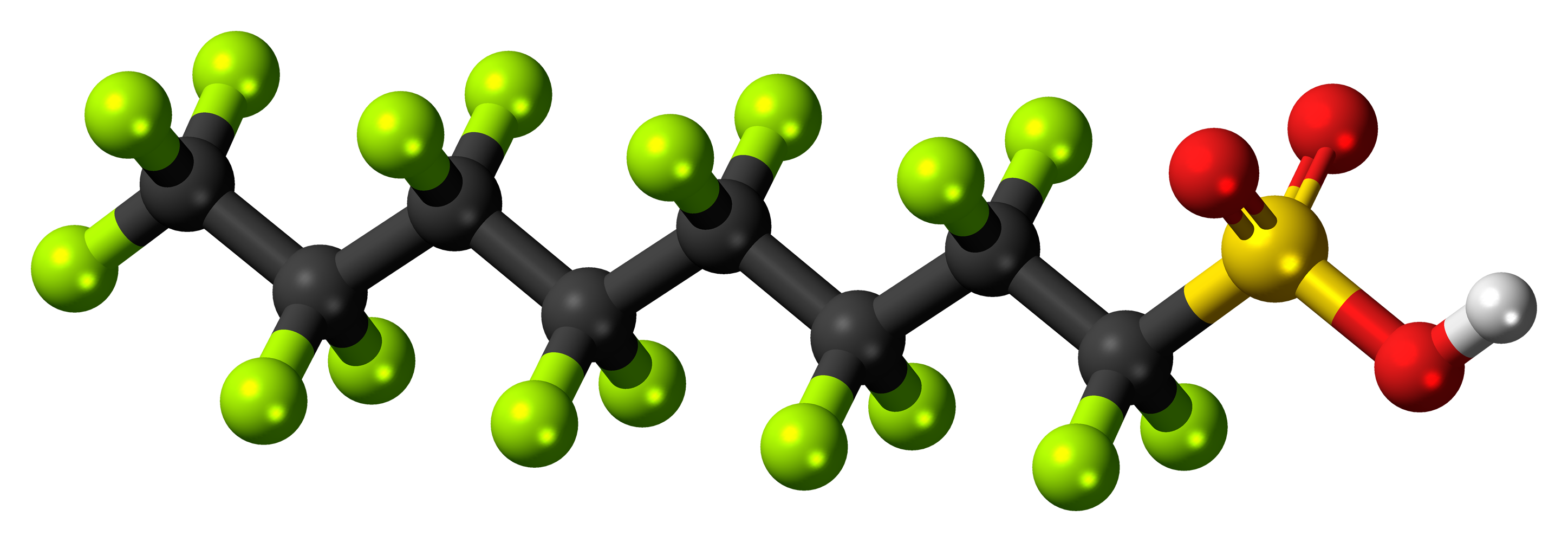
Estructura 3D del sulfonato de perfluorooctano.

Ácido perfluorooctanoico.

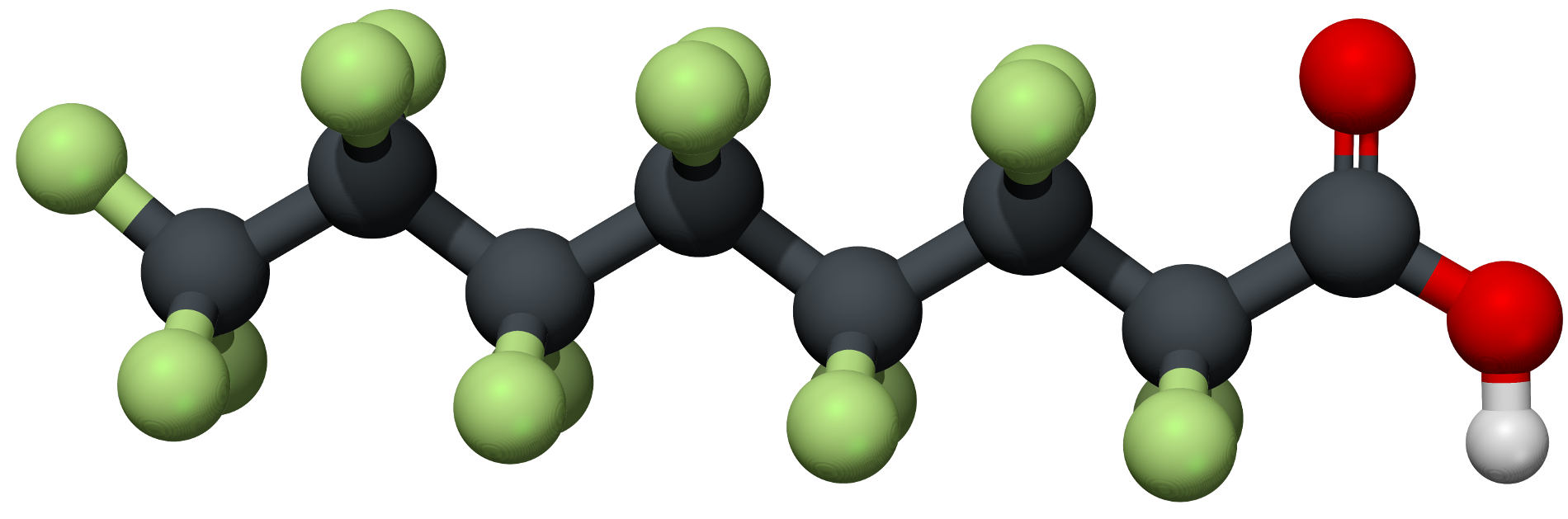
Estructura 3D del ácido perfluorooctanoico.

Entre ellas, las más producidas y estudiadas son el ácido perfluorooctanoico (PFOA, por sus siglas en inglés) y el sulfonato de perfluorooctano (PFOS, por sus siglas en inglés); de las cuales vamos a hablar en mayor profundidad.

## Historia
Las PFAS se han usado desde los años 50. La producción de PFOS se inició en 1948, y hasta el año 2000 este compuesto se ha estado utilizando en grandes cantidades, tanto para generar líquidos inertes de baja tensión superficial, como para superficies sólidas con propiedades específicas. 
Estas sustancias son muy resistentes a la degradación y por ello útiles en procesos en los que se utilizan altas temperaturas o que están en contacto con bases o ácidos fuertes. Pero es debido a esta resistencia por lo que se han acumulado a lo largo del tiempo y son causa de una alta peligrosidad tanto a nivel medioambiental como para los seres humanos.
Se llevaron a cabo estudios con animales que demostraron que es un contaminante global, persistente y acumulativo, cuyos niveles pueden ser preocupantes en un futuro próximo. Esto generó una gran alerta en la comunidad y puso en alerta a las diferentes agencias reguladoras.
Según la Organización para la Cooperación y el Desarrollo Económicos (OCDE), existen al menos 4730 PFAS diferentes con al menos tres carbonos perfluorados. Una base de datos de toxicidad de la Agencia de Protección Ambiental (Estados Unidos), DSSTox, recoge 14735 PFAS, mientras que PubChem cuenta con unos 6 millones.

## Consecuencias para la salud

Efectos de las PFAS en la salud humana